# Hogna sansibarensis
Hogna sansibarensis este o specie de păianjeni din genul Hogna, familia Lycosidae. A fost descrisă pentru prima dată de Strand, 1907. Conform Catalogue of Life specia Hogna sansibarensis nu are subspecii cunoscute.